# 2000年シドニーオリンピックのトルコ選手団
2000年シドニーオリンピックのトルコ選手団（2000ねんシドニーオリンピックのトルコせんしゅだん）は、2000年9月15日から10月1日にかけてオーストラリアのニューサウスウェールズ州シドニーで開催された2000年シドニーオリンピックのトルコ選手団、およびその競技結果。

## 概要
今大会は金メダル3個、銅メダル2個の合計5個のメダルを獲得した。

## メダル
| メダル | 選手名               | 競技       | 種目                     |
| ------ | -------------------- | ---------- | ------------------------ |
| 金     | ハムザ・イェルリカヤ | レスリング | 男子グレコローマン85kg級 |
| 金     | フセイン・オズカン   | 柔道       | 男子66kg以下級           |
| 銅     | アデム・ベレケト     | レスリング | 男子フリースタイル76kg級 |